# O Porriño

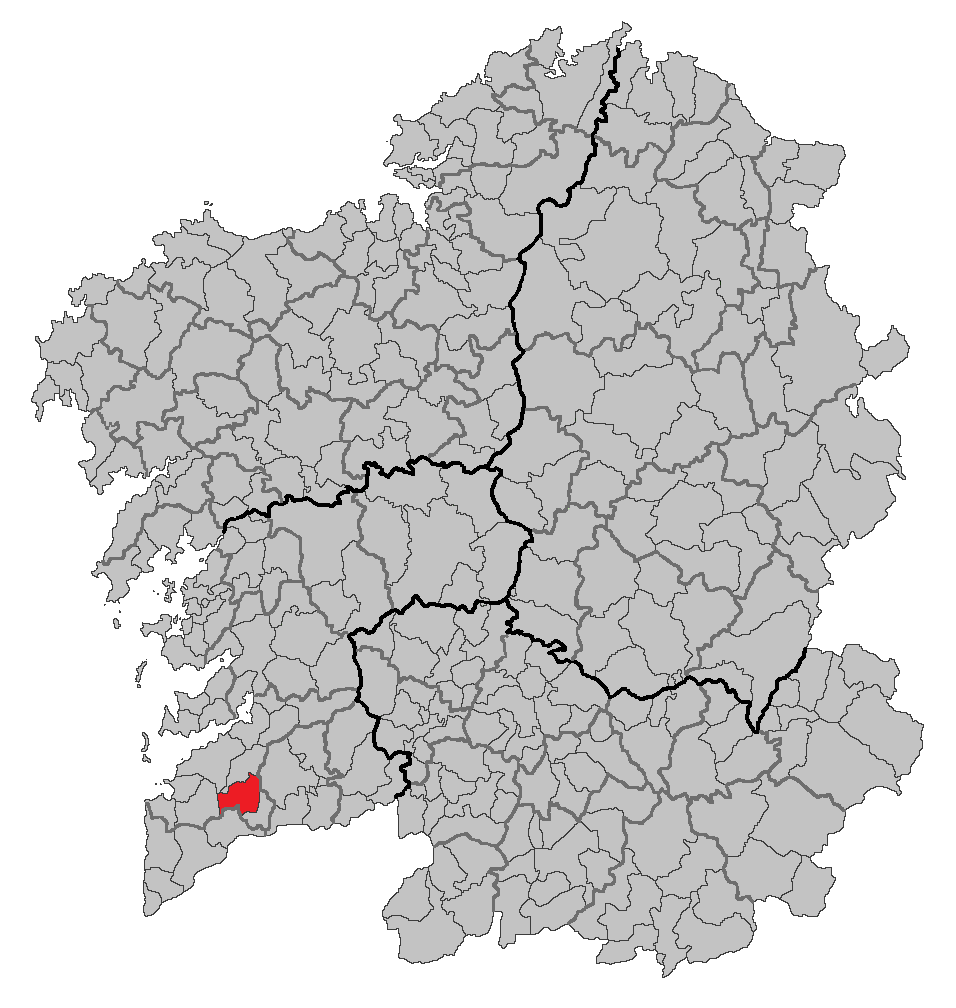
O Porriño, Pontevedra, Galizia

O Porriño è un comune spagnolo di 20 711 abitanti situato nella comunità autonoma della Galizia.
Si trova sul percorso storico del Cammino Portoghese verso Santiago di Compostela, a metà strada tra Tui e Redondela.
È la città natale di Antonio Palacios, architetto progettista di tanti edifici pubblici e privati a Madrid.

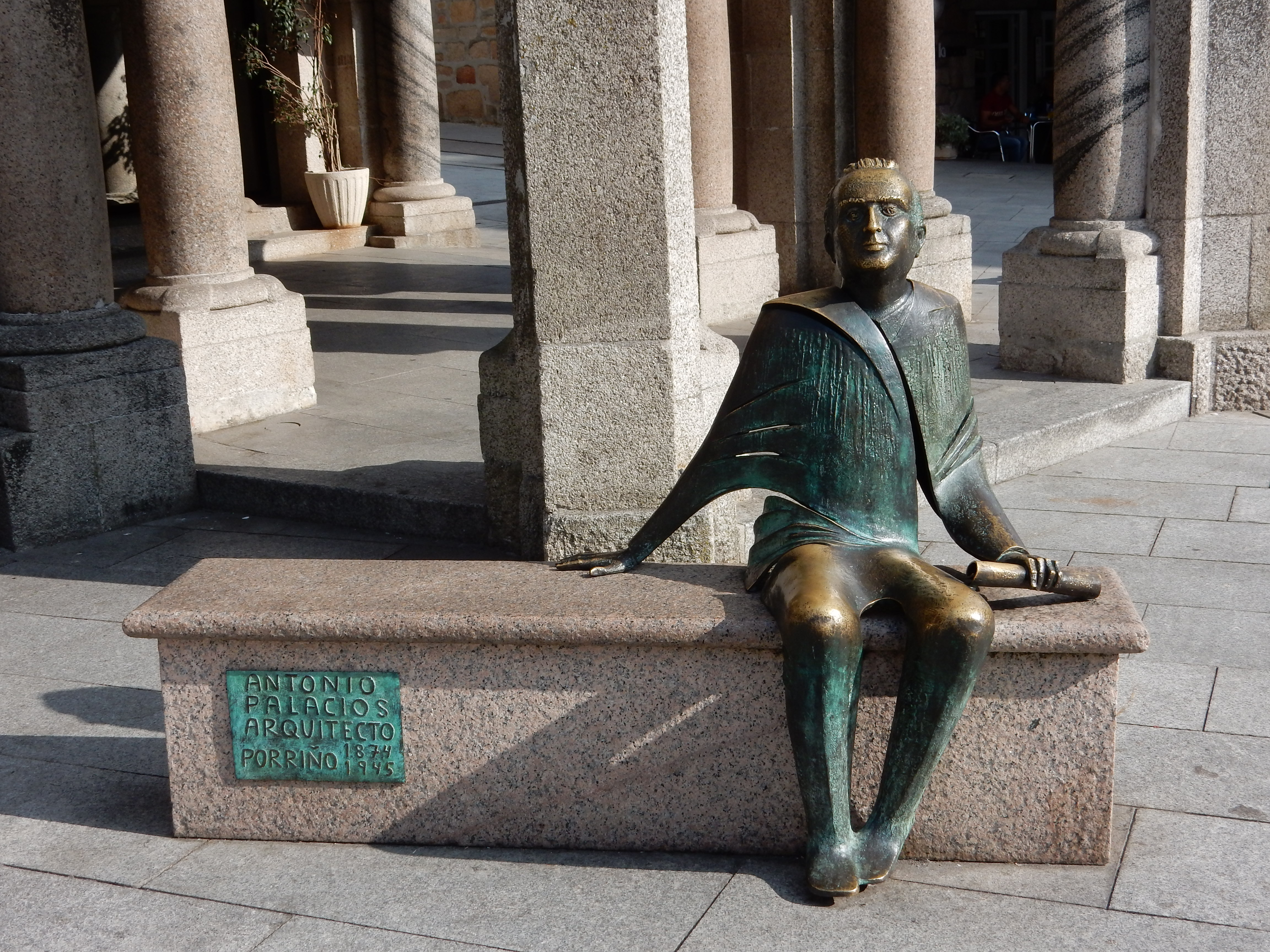
Monumento ad Antonio Palacios, nel centro della città